# La Bièvre, fille perdue
Pour plus de détails, voir Fiche technique et Distribution.
La Bièvre, fille perdue est un documentaire français réalisé par René Clément, sorti en 1939.

## Synopsis
Une histoire de la Bièvre, depuis sa source jusqu'à la Seine à Paris au niveau d'Austerlitz, en passant par la manufacture de Jouy et les carrières de Bicêtre.

## Fiche technique
- Titre français : La Bièvre, fille perdue
- Réalisation : René Clément
- Auteur du commentaire : Jean Périne
- Son : Jean Dubuis
- Musique : Pierre Blois
- Production : Jean Gourguet
- Société de production : Les Films Lutétia
- Pays d'origine :  France
- Langue originale : français
- Format : noir et blanc — 35 mm — 1,37:1 — son Mono
- Genre : Documentaire
- Durée : 22 minutes
- Dates de sortie :  France : 1939